# Romance of a War Nurse
Romance of a War Nurse è un cortometraggio muto del 1908 diretto da Edwin S. Porter. Prodotto e distribuito dalla Edison Manufacturing Company, aveva come interpreti Florence Turner, Herbert Prior e Florence Auer.

## Produzione
Prodotto dalla Edison Manufacturing Company.

## Distribuzione
Distribuito dalla Edison Manufacturing Company, il film - un cortometraggio in una bobina - uscì in sala il 26 agosto 1908.